# Aleksandrs Lasmanis
Aleksandrs Lasmanis (ur. 5 sierpnia 1891 w Lugaži na Łotwie w granicach Rosji, zm. 30 stycznia 1978 w Sztokholmie) – łotewski wojskowy (pułkownik), oficer w Generalnym Inspektoracie łotewskich oddziałów Waffen-SS pod koniec II wojny światowej.
Służył w armii rosyjskiej. 22 marca 1920 r. wstąpił do armii łotewskiej, dostając stopień kapitana. Został komendantem regionu wojskowego Cesvaine. W kwietniu tego roku objął funkcję komendanta i szefa obrony miejscowości Ludza. Od 1921 r. był komendantem regionu Ludza w stopniu podpułkownika, od 16 kwietnia 1925 r. – regionu Jaunlatgale w stopniu pułkownika, a od 15 stycznia 1927 r. – regionu Ryga. Po aneksji Łotwy przez ZSRR w 1940 r., został zwolniony ze służby wojskowej. Kiedy wojska niemieckie zajęły obszar Łotwy w 1941 r., podjął współpracę z okupantami. Od 3 grudnia 1943 r. służył w Generalnym Inspektoracie łotewskich oddziałów Waffen-SS w stopniu Waffen-Standartenführera der SS. Do 23 marca 1944 r. był szefem Departamentu Mobilizacyjnego, a do maja 1945 r. – Departamentu Werbunkowego. Jednocześnie od października 1944 r. sprawował funkcję zastępcy generalnego inspektora Waffen-Brigadefuhrera der SS Rūdolfsa Bangerskisa. Po zakończeniu wojny przedostał się na obszary zajęte przez wojska alianckie. Wyjechał do Szwecji. W 1963 r. została wydana w Uppsali jego książka pt. "Cerības un vilšanās: latviešu karavīra dzīves stāsts", zawierająca jego wspomnienia.
Był odznaczony m.in. rosyjskim Orderem Św. Władysława 4 klasy z mieczami, Orderami Św. Stanisława 2 klasy z mieczami i 3 klasy z mieczami, Orderami Św. Anny 2 klasy z mieczami, 3 klasy z mieczami i 4 klasy, szwedzkim Orderem Wazy 3 klasy oraz łotewskim Krzyżem Chwały Aizsargi i Orderami Trzech Gwiazd 3 i 4 klasy.